# Louise Augusta de Danemark
Titre
Duchesse consort de Schleswig-Holstein-Sonderbourg-Augustenbourg
13 novembre 1794 – 14 juin 1814
(19 ans, 7 mois et 1 jour)
Louise Augusta de Danemark et de Norvège (en danois : Louise Augusta af Danmark og Norge), née le 7 juillet 1771 au palais de Hirschholm (Hørsholm) (royaume de Danemark et de Norvège) et morte le 13 janvier 1843 au palais d'Augustenborg (Danemark), est officiellement la fille du roi Christian VII et de la reine Caroline-Mathilde. Mais il est largement admis que son père naturel est Johann Friedrich Struensee, médecin du roi et régent de facto du pays à l'époque de sa naissance. Elle est parfois appelée « la petite Struensee ».

## Famille
Louise Augusta est née au château de Hirschholm, dans l'actuelle municipalité de Hørsholm (Danemark). Après l'arrestation de Struensee et de la reine Caroline Mathilde le 17 janvier 1772, suivie de l'exécution de Struensee et du bannissement de sa mère, elle est élevée à la Cour de Danemark, au château de Christiansborg, à Copenhague, avec son frère aîné le prince héritier Frédéric, sous la surveillance de la reine douairière Juliane-Marie de Brunswick.

## Biographie
En février 1779, le ministre Andreas Peter Bernstorff met au point un plan pour le mariage de la jeune princesse. Dans la mesure où son éventuel fils pourrait hériter un jour de la couronne, il lui parait avantageux de marier la princesse au sein de la famille royale danoise, en lui faisant épouser Frédéric-Christian II de Schleswig-Holstein-Sonderbourg-Augustenbourg, fils aîné de Frédéric-Christian Ier de Schleswig-Holstein-Sonderbourg-Augustenbourg, membre de la branche cadette de la maison régnante d'Oldenborg. Une telle union devait permettre de resserrer les liens entre les deux branches, et donc d'écarter le risque d'éclatement du royaume, mais aussi d'éviter une union dans la maison royale de Suède.
L'arrangement est conclu l'année suivante et, au printemps 1785, Frédéric-Christian II, alors âgé de 20 ans, vient à Copenhague. Les fiançailles sont annoncées, et le mariage a lieu un an plus tard, le 27 mai 1786, au château de Christiansborg.
Le château est détruit par un incendie en 1794. Le duc Frédéric-Christian Ier de Schleswig-Holstein-Sonderbourg-Augustenbourg étant mort la même année, les époux s'installent alors au château d'Augustenborg, vivant aussi en été sur l'île d'Als et à Gråsten. La princesse est le centre des activités de la Cour, et est qualifiée de « Vénus du Danemark ».
Les époux ont trois enfants :
- Caroline-Amélie (1796-1881), qui est reine de Danemark par son mariage avec Christian VIII de Danemark ;
- Christian-Auguste (1798-1869), qui est duc de Schleswig-Holstein-Sonderbourg-Augustenbourg à la mort de son père et fut au cœur de la question du Schleswig-Holstein dans les années 1850 et 1860 ;
- Frédéric (1800-1865), prince de Nør.

Un conflit se développe entre le mari et le frère de Louise Augusta, à propos notamment de la relation entre les duchés de Schleswig et de Holstein et le royaume de Danemark. Très proche de son frère, elle reste loyale à la monarchie danoise. En 1810, elle s'emploie activement à mettre un terme aux tentatives du duc d'être désigné comme héritier du trône de Suède.
Le couple finit par se briser, et Frédéric Christian tente de limiter l'influence de sa femme sur l'avenir de leurs enfants. Mais il meurt le 14 juin 1814.
Jusqu'à sa mort en 1843, Louise Augusta réside au château d'Augustenborg.
Deux portraits de la princesse sont peints par l'artiste danois Jens Juel. Le premier, qui date de 1784, se trouve dans la  collection royale, à Londres. Le second, de 1787, est au musée du château de Frederiksborg. Un autre portrait, par Anton Graff, fait partie des collections du château de Sønderborg.
L'écrivain danois Maria Helleberg écrit un roman historique basé sur la vie de Louise Augusta. Intitulé Kærlighedsbarn (« Enfant de l'amour »), il inspire une exposition sur la vie de la princesse au château de Rosenborg.
Parmi les actuels souverains régnants, seuls le roi Charles XVI Gustave de Suède et Felipe VI d'Espagne (par sa mère la reine Sophie) sont des descendants directs de Louise Augusta. Constantin II de Grèce, ancien roi des Hellènes et frère de la reine Sophie, l'était aussi.

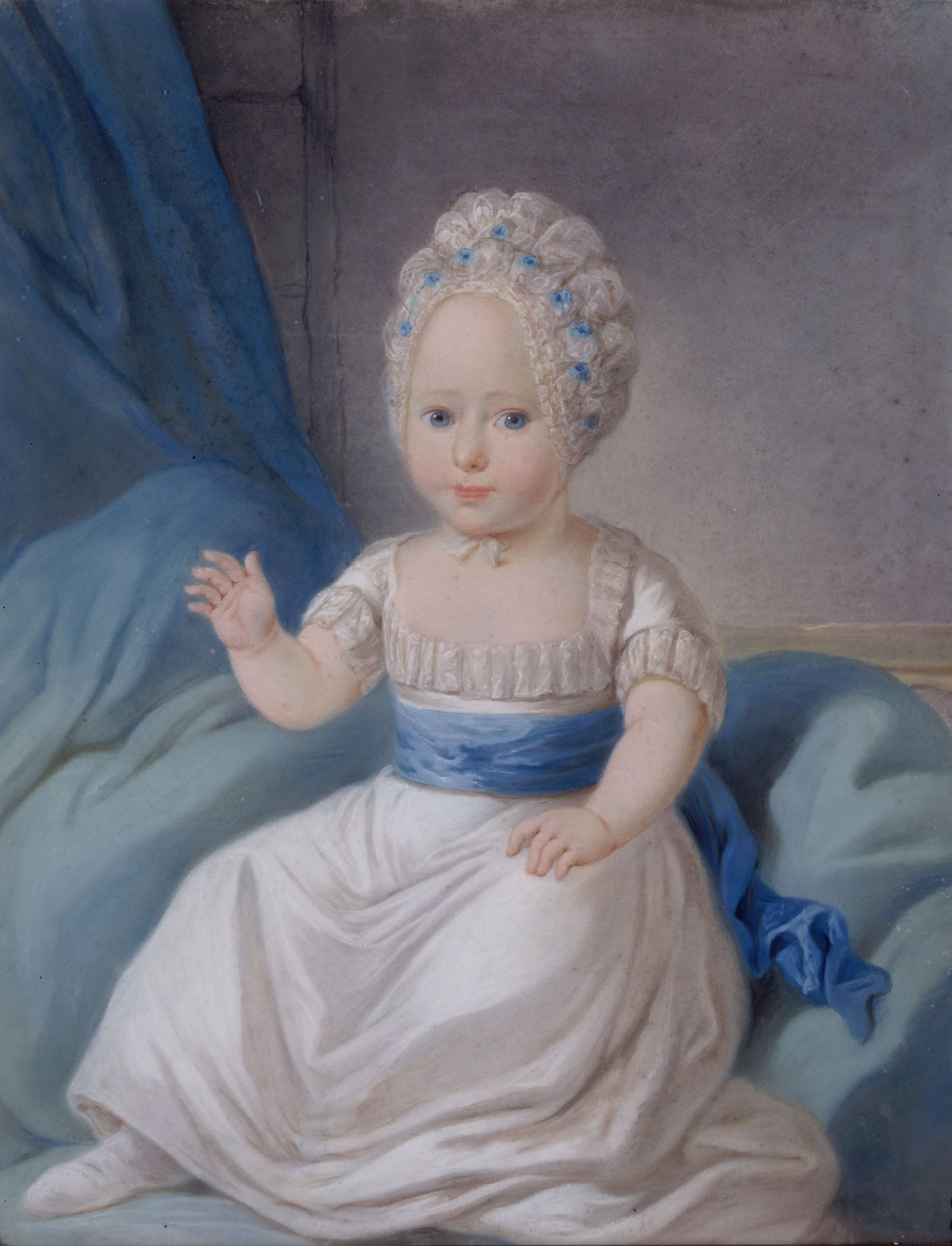
Portrait de la princesse Louise Augusta enfant.
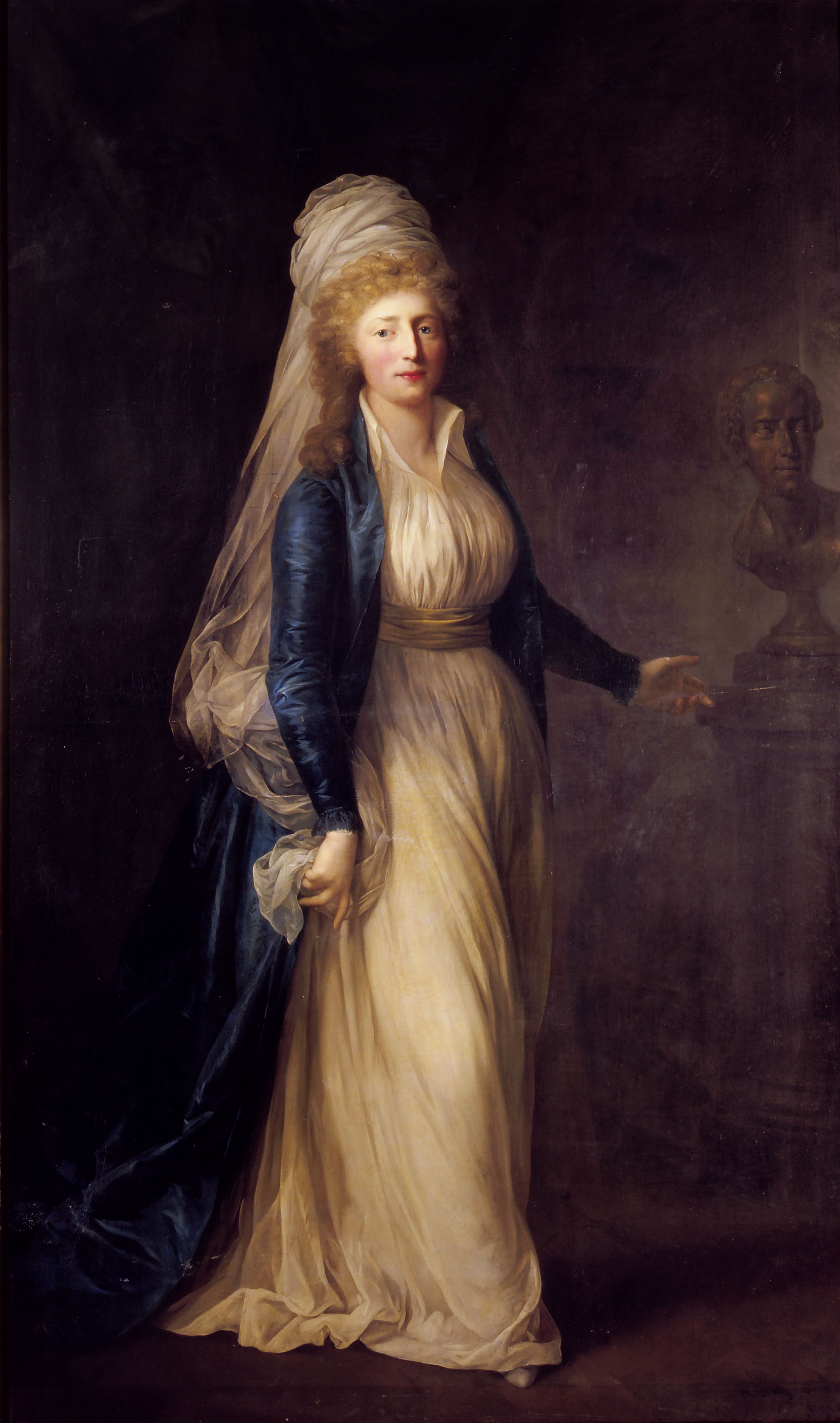
Portrait de la princesse Louise Augusta en 1791.